# Анџелика Хјустон
Анџелика Хјустон (енгл. Anjelica Huston) је америчка глумица, рођена 8. јула 1951. године у Санта Моники (Калифорнија).

## Детињстви и младост
Анџелика Хјустон је рођена у Санта Моники, Калифорнија. Кћерка је режисера и глумца Џона Хјустона и прима балерине Енрика, Рика, Соме. Хјустонова је већи део свог детињства провела у Ирској и Енглеској. Одрасла је у Кући Света Клеренс. Године 1969. је имала пар мањих улога у очевим филмовима. Те године је њена мајка, која је имала 39 година, погинула у саобраћајној несрећи и Хјустонова се одселила у Сједињене Америчке Државе, где се бавила манекенством неколико година. У то време је сарађивала са фотографима као што су Ричард Аведон и Боб Ричардсон.
Хјустонова има старијег брата Тони Хјустона, млађу полу-сестру са мајчине стране Алегру Хјустон, коју је она звала Легс, и млађег полу-брата са очеве стране Дени Хјустона. Она је тетка глумца Џека Хјустона.

## Глумачка каријера
Пошто је одлучила да се више оријентише ка филмовима, касних 1970-их је учила глуму. Њена прва запажена улога је била у филму из 1981. године, Поштар увек звони два пута. Глумила је поред Џека Николсона са ким је била у вези од 1973. године. Касније, њен отац је ангажује за филм Част Прицијевих (1985) где глуми Мејроз, кћи мафијашког дона која је заљубљена у убицу којег глуми Николсон. Хјустонова је освојила Оскара за најбољу споредну женску улогу за овај филм и тако постала прва особа у историји која је, као трећа генерација у својој породици освојила Оскара. Такође је глумила и у филму „Породица Адамс"
Хјустонова је била номинована за Оскара за улогу у филму Варалице (The Grifters) у категорији најбоља главна женска улога (1991) и за улогу у филму Непријатељи: Љубавна прича у категорији најбоља споредна женска улога (1990). Такође је глумила у последњем филму свога оца Мртви.
Анџелика Хјустон је добила звезду на Холивудском Булевару Славних 22. јануара 2010. године.